# Source Tags & Codes
Source Tags & Codes es el tercer álbum de estudio de la banda norteamericana …And You Will Know Us by the Trail of Dead editado por la discográfica Interscope Records. Recibió elogios por parte de la crítica y es considerado el mejor disco del grupo. Alcanzó el puesto 73 de las listas británicas UK Album Chart.
De dos de las canciones se hicieron videoclips: "Another Morning Stoner" y "Relative Ways," con una gran cantidad de emisiones en la cadena MTV2.

## Listado de canciones

### Edición norteamericana
1. "It Was There That I Saw You" – 4:02
2. "Another Morning Stoner" – 4:33
3. "Baudelaire" – 4:16
4. "Homage" – 3:29
5. "How Near How Far" – 4:00
6. "Heart in the Hand of the Matter" – 4:48
7. "Monsoon" – 5:53
8. "Days of Being Wild" – 3:27
9. "Relative Ways" – 4:03
10. "After the Laughter" – 1:15
11. "Source Tags & Codes" – 6:08

### Ediciones internacionales
1. "Invocation" – 1:32
2. "It Was There That I Saw You" – 3:57
3. "Another Morning Stoner" – 4:33
4. "Baudelaire" – 4:16
5. "Homage" – 3:29
6. "How Near How Far" – 3:55
7. "Life is Elsewhere" - 0:55
8. "Heart in the Hand of the Matter" – 4:48
9. "Monsoon" – 5:53
10. "Days of Being Wild" – 3:27
11. "Relative Ways" – 4:03
12. "After the Laughter" – 1:15
13. "Source Tags & Codes" – 6:08

Bonus track
1. "Blood Rites" – 1:58